# Hans-Tewes Schadwinkel

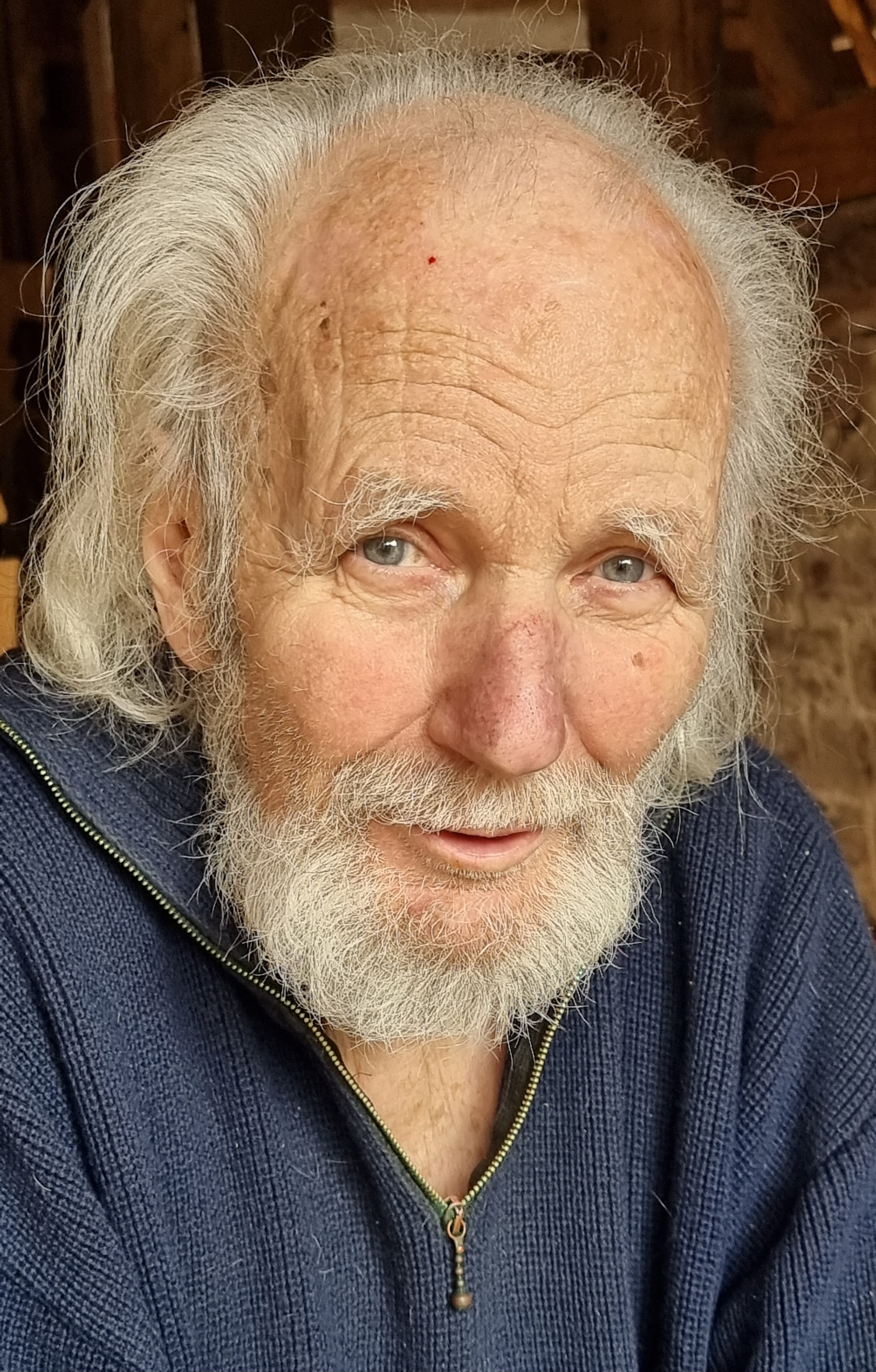
Hans-Tewes Schadwinkel in seinem Bauernhaus in Mehrum, 2023

Hans-Tewes Schadwinkel, kurz auch Tewes Schadwinkel genannt (* 21. November 1937 in Neuklücken, Kreis Arnswalde; † 13. März 2024), war ein deutscher Bildhauer und Holzbildhauer. Der Sammler und Fachbuch-Autor zu historischen Werkzeugen des Zimmermanns lebte auf einem ehemaligen Bauernhof bei Hohenhameln, auf dem sein Atelier und eine Werkzeugsammlung untergebracht waren.

## Leben
In der Heimat seiner Kindheit in der Neumark erlebte Hans-Tewes Schadwinkel im Verlauf des Zweiten Weltkrieges Tod und Gewalt; Erfahrungen, die er später in verschiedenen Bildwerken verarbeitete. Als Siebenjähriger floh er 1945 in das spätere Land Niedersachsen.
Von 1965 bis 1974 studierte er Bildhauerei an der Werkkunstschule Hannover bei Helmut Rogge sowie an der Kunstakademie Stuttgart bei Rudolf Hoflehner.

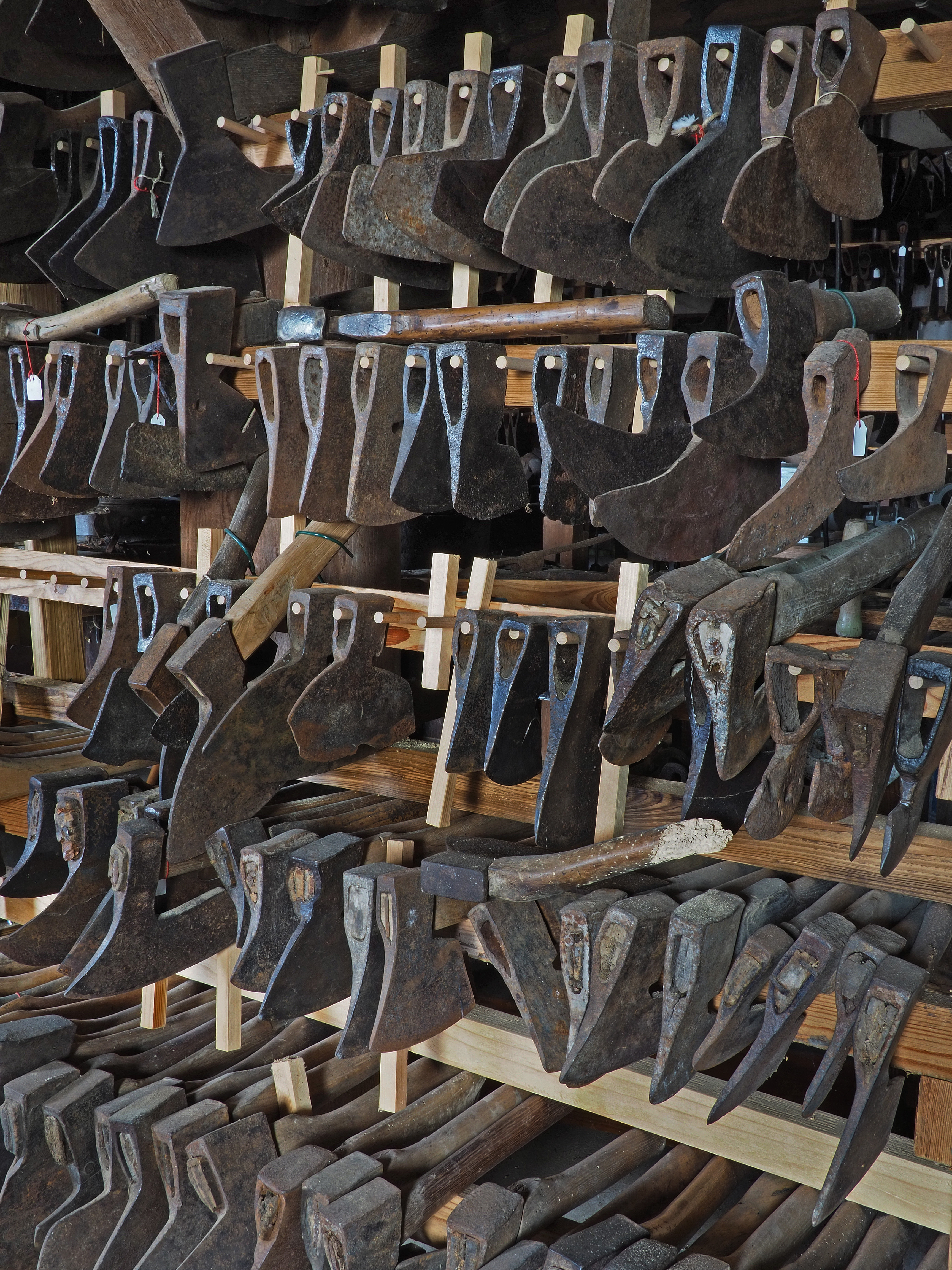
Detail-Ansicht auf eine der Werkzeug-Sammlungen Schadwinkels

Da er im Studium zwar die Theorie, nicht aber die zum Gestalten notwendige Werkzeugkunde vermittelt bekam, kaufte er, auf Flohmärkten, in Werkstätten und auf Schrottplätzen, die verschiedensten Werkzeuge wie Beile und Äxte für die Holzbearbeitung, um diese in der Praxis auszuprobieren. So entstand auf seinem alten Bauernhof in Mehrum, den er in den 1970er Jahren bezog, schließlich eine museale Sammlung mit tausenden von Klingen, aus vorchristlicher Zeit über das Mittelalter bis in die Moderne. Aus dem Vergleich ihrer Materialien und Formen – slawische Klingen beispielsweise waren stärker gekrümmt als die germanischen – veranlassten Schadwinkel zu verschiedenen Fachpublikationen wie dem dann in dritter Auflage erschienenen Nachschlagewerk Das Werkzeug des Zimmermanns, das kulturgeschichtlich beispielsweise für Exponate des Germanischen Nationalmuseum als Referenz dient. Teile aus Schadwinkels umfangreicher Zimmererwerkzeug-Sammlung wurden 1985 mit der Ausstellung Arbeitsgeschirr deutscher Zimmerleute ... im Niederrheinischen Museum für Volkskunde und Kulturgeschichte in Kevelaer sowie im Kreismuseum Zons in Dormagen gewürdigt.

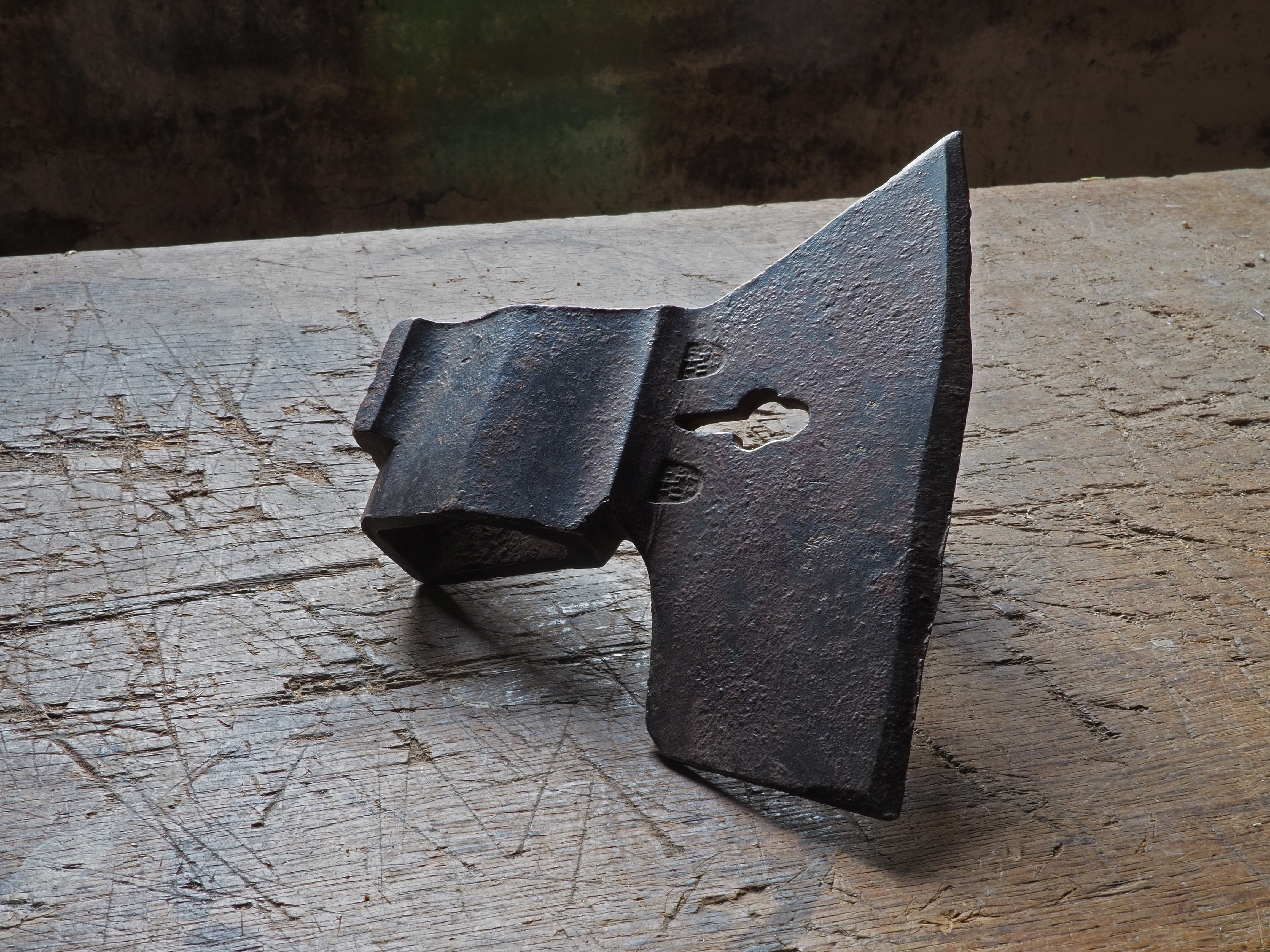
Klinge mit Prägestempeln einer historischen Axt
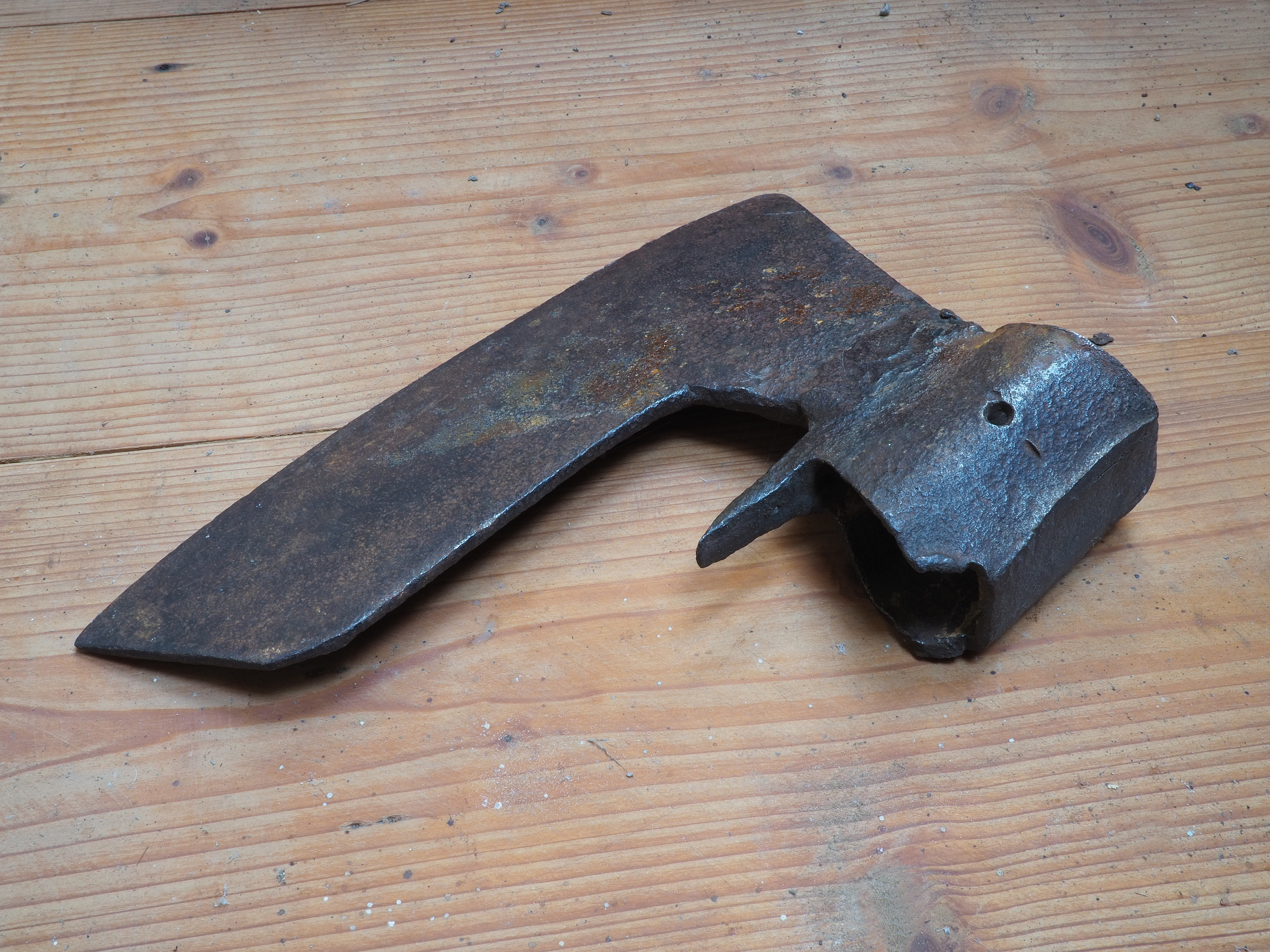
Historisches Holzbearbeitungs-Werkzeug
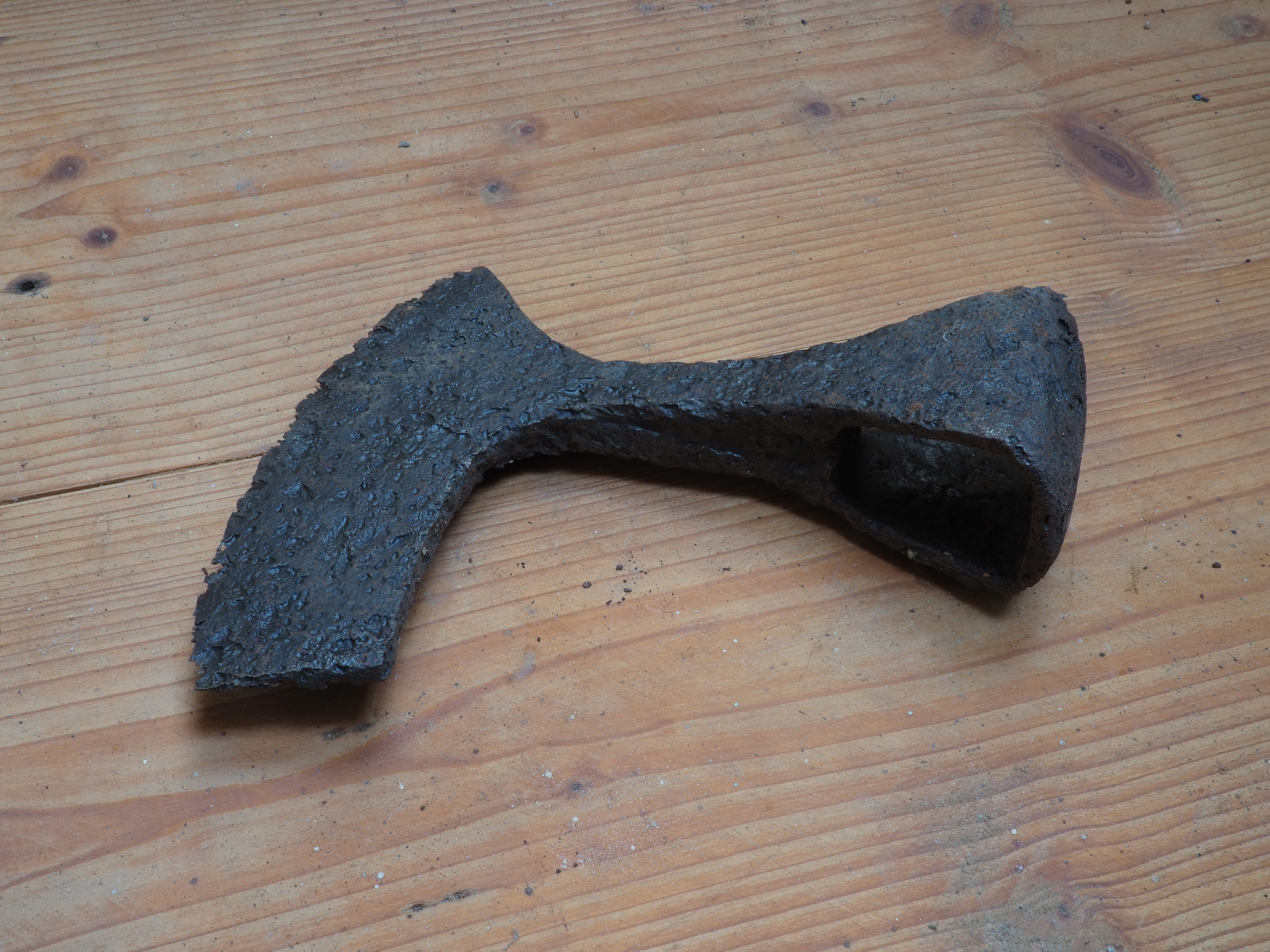
korrodiertes Werkzeug

Bereits während seines Studiums wurde Schadwinkel 1971 mit der Verleihung des Gropiuspreises der Landeshauptstadt Hannover ausgezeichnet.
Ab 1974 arbeitete er als freischaffender Künstler. In der Folgezeit schuf er Stücke zur Thematik „Gewalt am menschlichen Körper“ vor allem mit den Materialien Holz und Stein, während er seine ungegenständlichen Skulpturen zumeist aus Metallteilen zusammenfügte.
Im gleichen Jahr zog Hans-Tewes Schadwinkel zusammen mit seiner Ehefrau Liselotte (geb. Boehme) von Hannover/List in das Dorf Mehrum, weil sich dort bessere räumliche Arbeitsbedingungen für einen Bildhauer in einer großen Scheune und viel Freifläche ergaben.

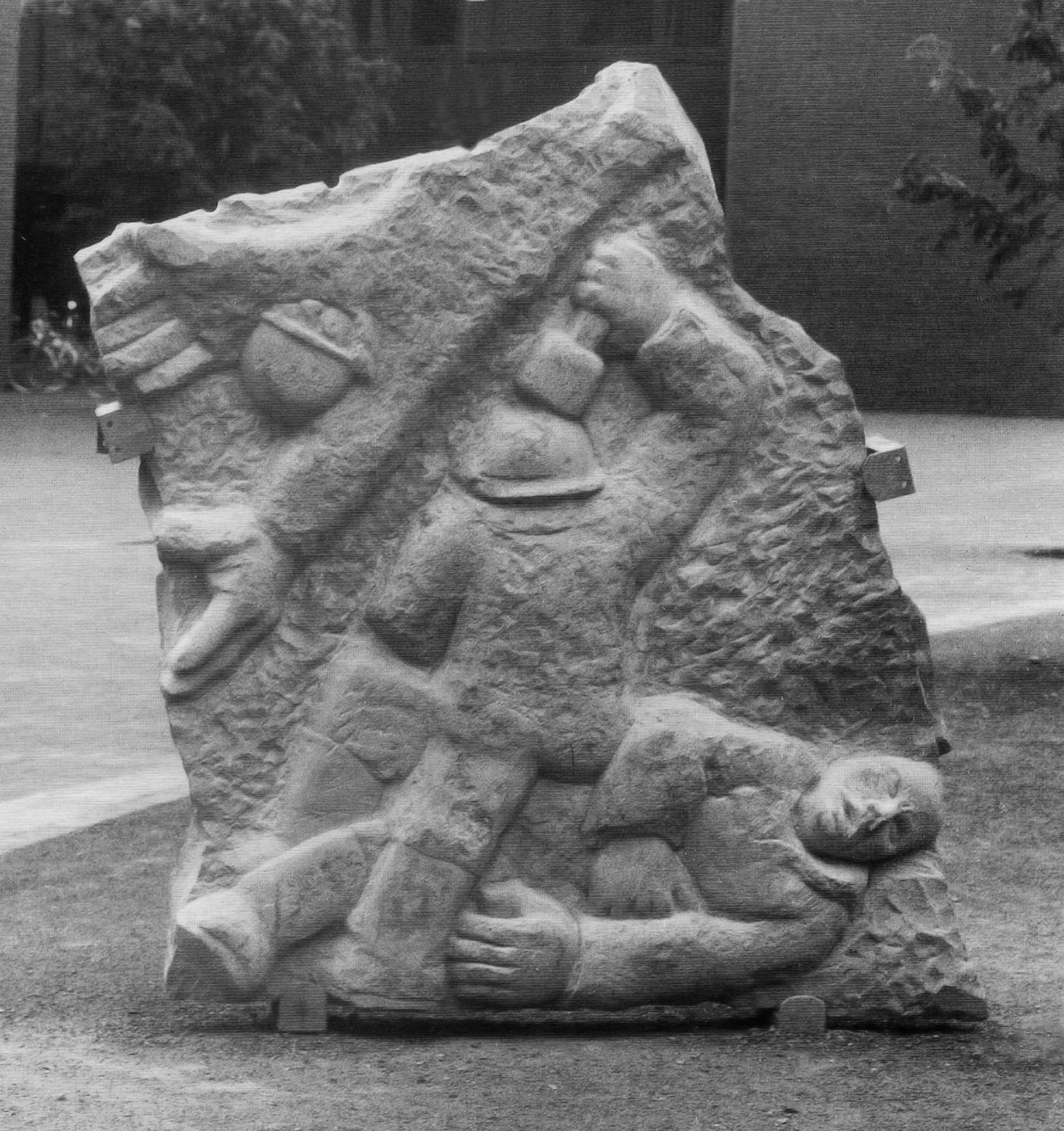
Steinrelief,„Stück über Gewalt“ Obernkirchner Sandstein, ca. 200 × 200 cm, Standort im Skulpturenpark Langenhagen

Von 1977 bis 1989 war Schadwinkel Lehrauftrager an der Fachhochschule Hannover im Fachbereich Kunst und Design für Holzbildhauerei. Zeitweilig parallel dazu wirkte er als Vorsitzender der Gruppe Hannover im Bund Bildender Künstlerinnen und Künstler Niedersachsen (BBK) sowie als Beirat im Kunstverein Hannover.
Unterdessen war er 1986 – gemeinsam mit Kunstschaffenden wie Ulla Nentwig, Markus Jung, Matthias Kadolph, Jürgen Scholz – von der Stadt Langenhagen zum I. Langenhagener Bildhauersymposium eingeladen unter dem Titel „Augenblicke“. Schadwinkels auf dem Symposium geschaffene Skulptur Stück über Gewalt wurde anschließend im Stadtpark Langenhagen aufgestellt.
Mit dem Fall der Berliner Mauer 1989 und den folgenden gesellschaftlichen Veränderungen ergab sich ein gravierender Einschnitt in die künstlerische Arbeitsweise von Schadwinkel. Die Darstellungen körperlicher Qual und Gewalt verloren an Bedeutung, der Künstler wechselte zum Material Stahl und erforschte für sich die Wirkung filigraner Metallgebilde im gedachten Raum. Hier fand Schadwinkel für die folgenden Jahre eine Erweiterung seines gestalterischen Spektrums.
1999 beauftragte die Geschäftsleitung der Ilseder Hütte Hans-Tewes Schadwinkel, ein Gestaltungskonzept für einen Teil des derzeit ungenutzten Freigelände zu entwickeln. 1978 wurde hier der Erzabbau eingestellt, ebenso 1983 auch der Hochofenbetrieb. Schadwinkel plante, einige aufgeständerte Rohrkonstruktionen als Fragmente auf dem Gelände zu belassen. Weitere Stahlrohre wurden in einem neuen Gestaltungszusammenhang installiert. Mehrere Maschinenteile wurden auf dem Gelände als Skulpturen aufgestellt und erinnern hier an die frühere Verwendung. Das Areal mit den verbliebenen Gebäuden dient heute als Freizeitgelände mit Kulturveranstaltungen.
Im institutionellen Bereich engagierte sich der Künstler beispielsweise 2018 als Vorsitzender der Jury bei der Verleihung des 40sten Kunstpreises der Stadt Burgdorf. und als Jurymitglied beim 'Alexander Dorner Kreis', Hannover.
Am 17. Mai 2019 verstarb seine Frau Liselotte in Mehrum. Hans-Tewes Schadwinkel selbst starb am 13. März 2024 im Alter von 86 Jahren.

### Zu seiner Arbeit formuliert Schadwinkel in seinem Katalog
„[…]Meine Kunst besteht aus einem nach-innen-horchen auf die eigenen Gefühle, in die eigenen Triebe. Diesem „was wäre wenn“, der Spannung des Täters und des Erdulders Ausdruck zu verleihen.
Im Anfang  ist es nur der Trieb, der sich in Formen Bahn bricht, Aggression bis an den Rand des Zerrissenwerdens. Ich muß körperlich arbeiten; je schwerer ich körperlich arbeite, um so wohler fühle ich mich.
Ich arbeite ohne Modell, am liebsten direkt an härteren Materialien, vorzugsweise in Holz, die Arbeit soll Spaß machen. Die Spannung des Machens und das, was dabei rauskommt,  muß bis zum Endpunkt erhalten bleiben.
Die Beschränkung auf ein vorgegebenes Volumen, etwa das eines Holzbalkens oder 
Steinblocks ist Freiheit und gleichzeitig Zwang. Die Freiheit liegt in der Möglichkeit, ein ganzes Volumen ausnutzen zu können, der Zwang liegt in der Beschränkung.
Die Skulpturen und Zeichnungen haben weder Titel noch Entstehungsdaten. Sie sind überwiegend in den Jahren zwischen 1972 und 1987 entstanden.
Eine Vorstellung, Idee, Formidee zu haben und sie gegen das Material oder in das Material reinzuarbeiten und das Material soweit zu entmaterialisieren, daß am Ende nicht das Material bestimmend ist, sondern die Form den Eindruck bestimmt, daß man nicht mehr sagt: das Stück Holz, sondern die Frau, der Mann, der Mensch – das ist immer wieder spannend und eine ganz harte Herausforderung. Es entsteht etwas Neues, eine erdachte, geistige, gewollte Form … Es ist das Bildhaftmachen einer Idee, der Versuch in eine Figur eine ganze Geschichte unterzubringen, ohne sie zu überfrachten.[…].“

## Ausstellungen
Arbeiten von Hans-Tewes Schadwinkel wurden in Gemeinschafts- sowie in Einzelausstellungen (E) und Katalog (K) gezeigt:
- 1972: 60. Herbstausstellung Hannoverscher Künstler, Kunstverein Hannover (K)
- 1978: 66. Herbstausstellung niedersächsischer Künstler, Kunstverein Hannover (K)
- 1981:
  - "Einblicke", figürliche Skulpturen aus Eichenholz im Foyer der Fachhochschule Hannover[6]
  - Bund bildender Künstler für Niedersachsen, Landesausstellung Hannover (K)
- 1982: Bund bildender Künstler, Gruppe Hannover, Hannover
- 1983:
  - Bund bildender Künstler für Niedersachsen, Landesausstellung in der Orangerie, Hannover
  - "Umkehr zum Leben", Deutscher Evangelischer Kirchentag Hannover, Hannover
- 1984:
  - Kunstverein Hannover, "Standpunkt Kunst – Standort Herrenhausen", Lehrende des Studienganges 'Freie Kunst' der FHS Hannover (K)
  - "Inseln der Kreativität", Dozenten der Kreisvolkshochschule Peine stellen aus im Kreishaus in Peine (K)
- 1985:
  - "Die Freiheit der Kunst", anlässlich zum evangelischen Kirchentag Hannover, Marktkirche, Hannover[6] (E)
  - Arbeitsgeschirr deutscher Zimmerleute ..., Niederrheinisches Museum für Volkskunde und Kulturgeschichte, Kevelaer[9]
  - Herbstausstellung, Künstlergruppe Arche, Galerie Arche, Hameln
- 1986: Biennale ´86 hannoverscher Künstler, Bund bildender Künstler, Hannover (K)
- 1988:
  - "Werkschau", Atelier Helmkestraße 5a in der 'Kornbrennerei'[6] (E) (K)
  - Ankauf und Ausstellung einer figürlichen Steinskulptur, Kreismuseum Peine (K)
  - "Art-Meeting", Hannover/Berlin, Kulturamt der Landeshauptstadt Hannover in Zusammenarbeit mit der Galerie Liesl Voigt im KUBUS Hannover
- 1989:
  - "Die Stadt in der bildenden Kunst", im KUBUS, Hannover (K)
  - "Künstler in Niedersachsen 2", Ankäufe des Landes 1984 bis 1989, Kunstverein Hannover (K)
- 1990: "In der Wende", eine Ausstellung für 10 Tage, Universität Leipzig[6] (E)
- 1992:
  - "Bildhauerarbeiten" von Hans-Tewes Schadwinkel im Kreismuseum Peine (E) (K)
  - "4+4 – ein Bildervergleich", deutsche und tschechische Künstler in Karlsbad, Pilsen, und Prag sowie Hannover und Nordenham (K)
- 1995: "Stahlplastiken", Heimvolkshochschule Stephansstift, Hannover (E) (K)
- 1999:  "Neue Arbeiten aus Metall", BBK, Heinrich-Heine-Haus, Lüneburg[6] (E)
- 2011: Von Leichtigkeit und Schwere, Galerie E-Damm 13, Hannover, Objekte/Zeichnungen[6] (E)

## Werke (Auswahl)

### Skulpturen und Plastiken (Auswahl)

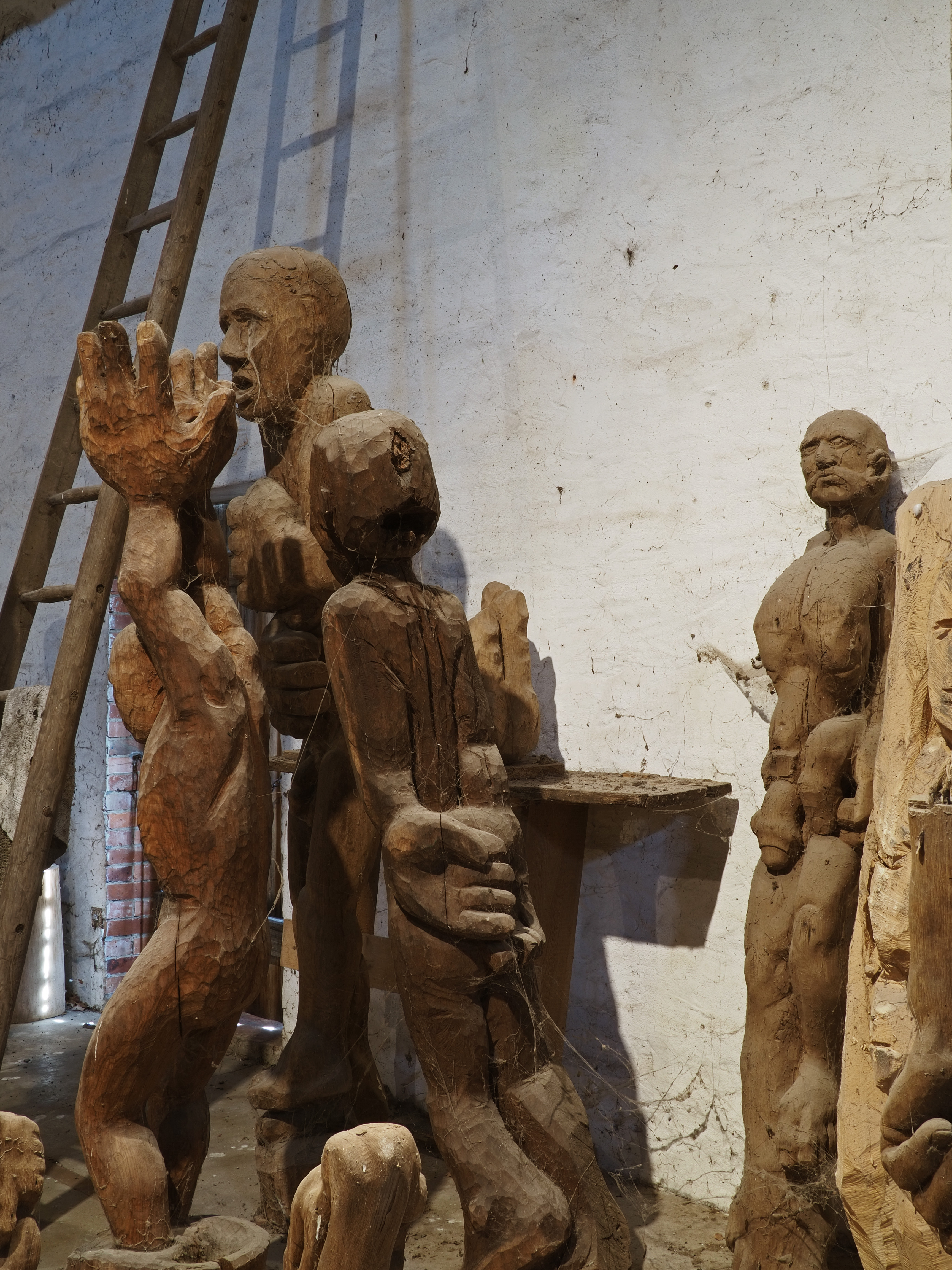
Figürliche Holzskulpturen

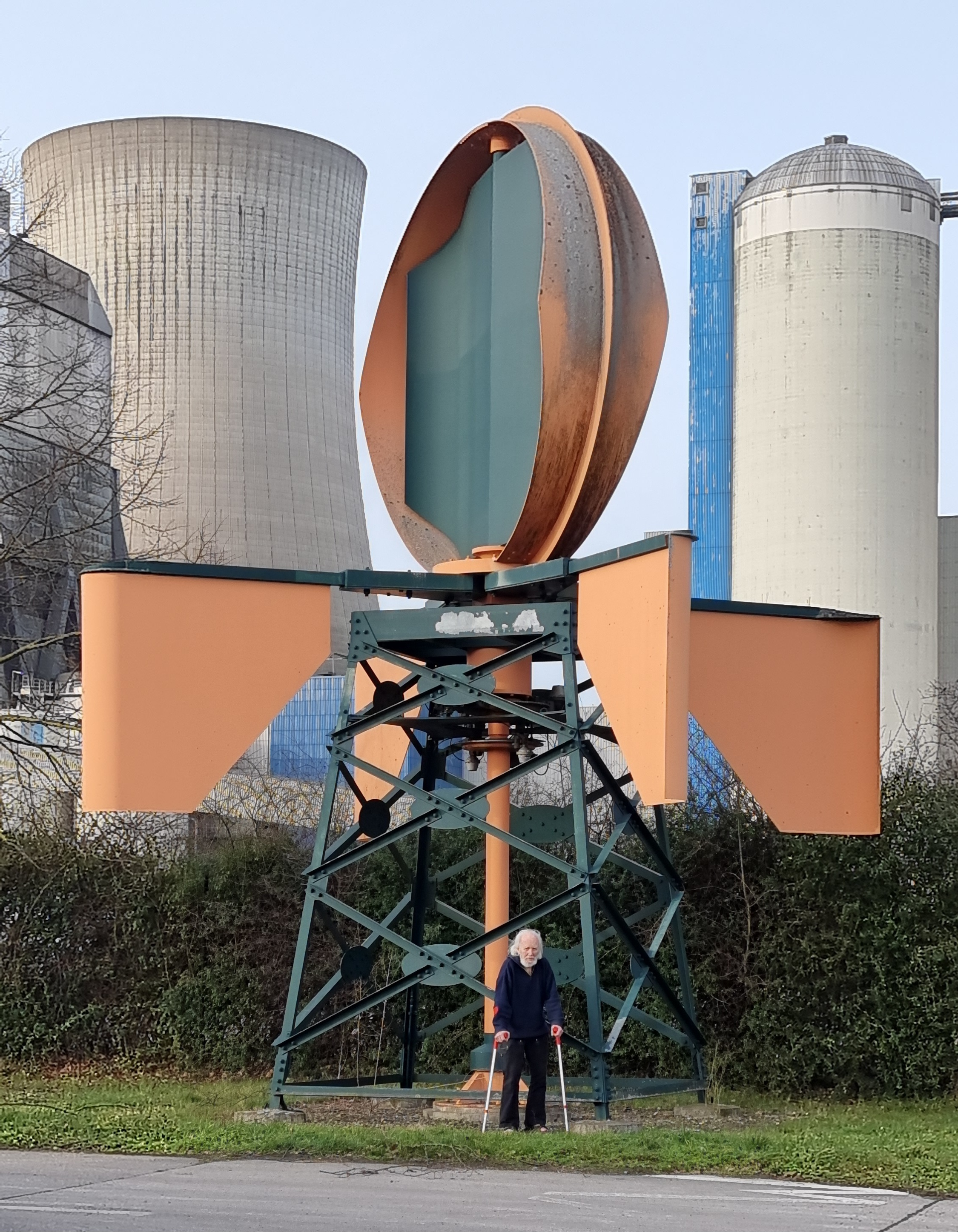
Schadwinkel vor seiner 8 × 5 m großen Windkraftanlage am Kraftwerk Mehrum

- 1982: verschiedene Arbeiten mit Studenten[6]
- 1983: Arbeiten zum Deutschen Evangelischen Kirchentag[6]
- 1984: Symposium Lamspringe, Lamspringe[6] (K)
- 1985:
  - Kulturpark am Lister Turm[6]
  - Lamspringer Bildhauersymposion, (Fernsehsendungen in ARD und ZDF zu diesen Veranstaltungen im Sept. 1985)
- 1986: „Augenblicke - Bildhauer bei der Arbeit“, Langenhagen[6] (K)
- 1993: Arbeiten in der Eilenriede[6]
- 1995–1997: Windskulptur, Stahl, 800 × 300 cm, Kraftwerk Mehrum[10]
- 2000: Skulpturenpark im Gewerbepark Ilseder Hütte:[6] 6 Arbeiten auf dem Hüttengelände[13]

### Schriften
- Ulrich Fließ, Hans-Tewes Schadwinkel, Robert Plötz: Arbeitsgeschirr deutscher Zimmerleute. Werkzeuge und Bilder. Sammlung Hans-Tewes Schadwinkel (Führer des Niederrheinischen Museums für Volkskunde und Kulturgeschichte Kevelaer, Bd. 14), illustrierter Katalog und Begleitschrift zur Ausstellung im Niederrheinischen Museum für Volkskunde und Kulturgeschichte Kevelaer vom 12. Mai bis 30. Juni 1985 und im Kreismuseum Zons vom 12. Juli bis 15. September 1985, Kevelaer, 1985
- Die Arbeit der Zimmerleute (= Schriftenreihe des Freilichtmuseums Sobernheim, Nr. 12),  Köln [i.e. Pulheim]: Rheinland-Verlag; Bonn: Habelt, 1988, ISBN 978-3-7927-1028-9 und ISBN 3-7927-1028-5
- Hans-Tewes Schadwinkel, Günther Heine: Das Werkzeug des Zimmermanns, mit Fotos Heinz-Willi Thielen, Hannover: Th. Schäfer Verlag, 1986, ISBN 978-3-88746-070-9 und ISBN 3-88746-070-7
  - 3. Auflage, mit einer Einführung von Manfred Gerner: Das Zimmerhandwerk, Hannover: Schäfer, 1994; Inhaltsverzeichnis